# François Victor Le Tonnelier de Breteuil
François Victor Le Tonnelier de Breteuil (ur. 17 kwietnia 1686, zm. 7 stycznia 1743) – markiz de Fontenay-Trésigny, pan de Villebert, baron de Boitron, polityk francuski, był dwukrotnie sekretarzem wojny za panowania Ludwika XV.
W 1721 r. został nominowany na Mistrza Królewskich Ceremonii. Z pewnością szybko doszedłby do szczytów władzy, gdyby nie fakt, że kardynał André Hercule de Fleury preferował Claude’a Le Blanca. Dopiero awantura międzynarodowa, jaką wywołała austriacka sankcja pragmatyczna osłabiła pozycję Fleury’ego i Le Tonellier umocnił swą pozycję zostając sekretarzem wojny po raz drugi.